# Анхра-Майнью
А́нхра-Ма́йнью чи А́нгра-Ме́йну (авестійське angra mainyu, «злий дух»), в деяких джерелах зустрічається під ім'ям Аріма́н — злий дух іранської міфології, уособлення зла в маздаїзмі і більш пізньому зороастризмі; бог темряви і втілення всього поганого, першоджерело зла. У більшості версій зороастрійської теології верховний бог Агура Мазда має вічного нествореного супротивника, який є його точним протилежним образом. Витоки цього поняття сягають Гатів Заратуштри, хоча ім'я супротивника Агура Мазда закріпилося лише в пізніші авестійські часи, а систематичне зіставлення двох духів — і космічна історія їхньої боротьби — було досягнуто лише в період Ахеменідів.
Аріман є уособленням зла та невігластва, а тому у древньоперських клинчастих літописах носить епітет «duwaista», тобто «ненависний». Аріман не володіє самостійною творчою силою, як його супротивник, але повсякчас він може заронити зерно зла. Йому підкорюються всі деви, тобто злі духи, він володар смерті і темряви. Його володіння знаходяться в глибинах, у холодному царстві темряви, населеному злими істотами, яких він породив. На початку часів він напав на творіння та приніс у нього власні недосконалості. Оскільки люди — єдині істоти, які можуть вибирати між добром і злом, Аріман постійно намагається спокусити їх на свій бік. В кінці часів він буде переможений і безсилий, а всі його недосконалості будуть стерті зі світу.

## Опис в Авесті
У самій ранній частині «Авести» — «Гатах» — прообраз Ахрімана можна угледіти в Ака Мана, в інших книгах «Авести» — в Ангро-Майнью. Ахріман протиставляється Ахура-Мазді: Ахура-Мазда створює 16 країн добра, Ахріман — 16 країн зла; на противагу чистим «ахурійскім» тваринам Ахріман створює змій, драконів та іншу нечисть; Ахура-Мазда посилає свого пророка Заратуштру, Ахріман намагається спокусити або вбити його (але безуспішно); в книзі «Ясна» містяться благі побажання витворам Ахура-Мазди, тут же — прокляття Ахрімана. Ахріман породжує всесильне божество брехні Друга «проти матеріального світу, на загибель праведності світів» («Молодша ясна» 9). Ахріман спокушає благих людей, і іноді йому це вдається, як, наприклад, зі справедливим царем Джамшидом (в «Авесті» — Йіма), якому Ахріман вселив гординю, і той уявив себе богом, за що був покараний («Шахнаме»).

## Протистояння
Протистояння Ахура-Мазди і Ахрімана сходить до уявлень про одвічну світовій війні добра і зла. Їх відображенням є зороастрийске вчення про 4 світових цикли, кожен тривалістю 3000 років, тобто всього 12000 років. Протягом цих циклів відбувається боротьба Ахура-Мазди проти Ахрімана. Вона закінчується розгромом Ахрімана, очищенням світу в розплавленому металі від скверни і настанням ери вічного блаженства. У боротьбі проти Ахрімана Ахура-Мазді допомагає чоловік — це міфічний іранський цар Тахмурас, який навіть здолав Ахрімана і став роз'їжджати на ньому верхи.

## Відображення в культурі
Аріман (Ахриман) діє в перській епосі «Шахнаме». У драматичній поемі Байрона «Манфред» Ариман є одним з діючих осіб. У романі М. О. Булгакова «Майстер і Маргарита» прізвище Ариман носить один з критиків, які брали участь в цькуванні Майстра у пресі Роберт Говард і його послідовники неодноразово згадують Арімана як демона (наприклад, в повісті «Час дракона»). Філософ і фантаст Іван Єфремов використовував термін «Стріла Арімана» для характеристики негативних рис історичного прогресу. У романі Олеся Бердника «Зоряний корсар» Ариман — верховний правитель зоряної системи, що створила наш тривимірний світ з метою харчуватися його енергією. «Прокляття Арімана» — фантастична тетралогія Євгена Малініна. У романах Леоніда Кудрявцева «Чорна стіна» і «Клятва щурячого короля» Ангро-Майні — володар 25 світів. Йому служать деви. Його сусід Ахумураздза володіє 15 світами. Обидва персонажа часто будують один одному підступи. У романі Роджера Желязни «Маска Локі» згадується еліксир вічної молодості під назвою «сльози Арімана». Творець еліксиру, головний антагоніст книги Хасан стверджував, що еліксир є алхімічної копією тих самих сліз, що пролив Ангра Майнью, коли побачив Світ, творіння Агура Мазди і усвідомив, що йому ніколи не вдасться заволодіти ним. У романі Філіпа К. Діка «Маріонетки світобудови» Ариман і Ормузд зійшлися в черговому поєдинку на території США, в містечку Міллгейт. У дилогії жахів Сергія Кирієнка «Гули», Ахриман є творцем шумів, на противагу людям, — творінням Ормазда. У всесвіті Warhammer 40000 ім'я Ариман носить головний бібліарій легіону космічного десанту «Тисяча Синів». Його брат-близнюк Ормузд (відсилання до тієї ж міфології) був рекрутувати до легіону разом з Ариманом. Обидва були вихідцями з королівського роду, рекрутами з Терри. Ормузд став жертвою дефекту геносемені, відомому як Переродження плоти, що поглинула значну частину легіону. Згодом Ормузд загинув, а Аріман вижив і став одним з найбільш наближених воїнів прімарха Магнуса Червоного.